# Jonathan Weissman
Jonathan S. Weissman est professeur de biologie Landon T. Clay au Massachusetts Institute of Technology, membre du Whitehead Institute et chercheur au Howard Hughes Medical Institute. De 1996 à 2020, il est membre du corps professoral du département de pharmacologie moléculaire cellulaire de l'Université de Californie à San Francisco.

## Éducation
Il obtient sa licence en physique au Harvard College (1988) et son doctorat en physique (1993) au MIT en travaillant avec Peter S. Kim. Là, il commence ses études sur le repliement des protéines en examinant l'inhibiteur de la trypsine pancréatique bovine (BPTI).
Il est chercheur postdoctoral à l'Université Yale (1993-1996), où il travaille avec Arthur Horwich pour étudier le mécanisme de GroEL,.

## Carrière
L'équipe de recherche de Weissman étudie la manière dont les cellules s'assurent que les protéines se replient dans leur forme correcte, ainsi que le rôle du mauvais repliement des protéines dans la maladie et la physiologie normale. L'équipe développe également des approches expérimentales et analytiques pour explorer les principes d'organisation des systèmes biologiques et surveiller globalement la traduction des protéines grâce au profilage des ribosomes . L’un des objectifs généraux de son travail est de relier les approches à grande échelle et les investigations mécanistes approfondies pour révéler les informations codées dans les génomes,,.
Weissman est membre de l'Académie nationale des sciences depuis 2009. En 2015, il cofonde l'Innovative Genomics Institute avec Jennifer Doudna.